# Церковь Николая Чудотворца (Мишино)
Церковь Николая Чудотворца — храм Русской православной церкви в деревне Мишино Московской области.
Адрес: Московская область, Зарайский район, деревня Мишино[значимость факта?].

## История
Никольская церковь в селе Мишине упоминается в окладных книгах 1676 года. В 1795 году здесь была построена новая деревянная церковь, которая обрушилась из-за ветхости в 1883 году.
Новый каменный Никольский храм был построен на средства помещика, поручика Павла Семёновича Меженинова в 1856—1865 годах. Храм был освящен 10 октября 1865 года и с 1873 года значился приписным к Покровской церкви села Злыхина. В 1897 году в трапезной части храма освящен Казанский придел.
Тип сооруженной церкви Николая Чудотворца — «храм под звоном» с четырёхскатной крышей; колокольня располагалась по центру здания, над трапезной храма.
Храм пережил Октябрьскую революцию, но был закрыт в 1930-х годах в рамках советского гонения на церковь. В 1937 году последний настоятель храма — священник Сазонт Решетилов был арестован и расстрелян. После этого храм был разорён, её притвор разобран, колокольня полностью снесена и в нём устроили семенной склад зерна. От церковного здания остался лишь нижний ярус трапезной, но сохранились фрагменты настенных росписей.
Только после распада СССР храм был передан новой созданной общине. В 2006 году началось его восстановление, которое было завершено в 2010 году: отремонтирована кровля, сооружена колокольня с крестом, устроен иконостас. Вновь был возведен кирпичный притвор и в здании церкви устроена система отопления. Храм действующий — в нём регулярно совершается Божественная Литургия, служатся молебны и панихиды.
У церковного алтаря находится захоронение героя русско-турецкой войны генерала А. П. Меженинова и его брата, начальника строительства Транссиба — Н. П. Меженинова.